# Найманець (фільм, 2016)
«Найманець» (фр. Mercenary) — французький фільм-драма 2016 року, повнометражний режисерський дебют Саші Вольффа. Стрічка була представлена в програмі Двотижневика режисерів на 69-му Каннському кінофестивалі, де отримала нагороду Europa Cinemas Label.

## Сюжет
Суан, 19-річний представник місцевої народності з Нової Каледонії всупереч бажанню батька вирушає до Франції, щоб стати гравцем у регбі. Мешкаючи в іншій частині земної кулі, хлопець дізнається, що за успіх доводиться платити іноді занадто високу ціну.

## У ролях
| Токі Піліоко       | ···· | Суан Токелау |
| Іліана Забет       | ···· | Коралі       |
| Мікель Тууґахала   | ···· | Сосефо       |
| Лоран Пакіхівату   | ···· | Абрахам      |
| Петело Сілю        | ···· | Леон         |
| Віссаріон Удесіані | ···· | Васіл        |

## Знімальна група
- Автор сценарію — Саша Вольфф
- Режисер-постановник — Саша Вольфф
- Продюсери — Клер Бодешон, Рашид Бушареб, Жан Бреа
- Співпродюсери — Ремі Бура, Олів'є Пере
- Композитор — Люк Мейо
- Оператор — Лаху Самуель
- Монтаж — Лоранс Манеймер
- Підбір акторів — Інес Фенер

## Нагороди та номінації
| Список нагород та номінацій                   | Список нагород та номінацій | Список нагород та номінацій   | Список нагород та номінацій | Список нагород та номінацій | Список нагород та номінацій |
| Кінопремія                                    | Дата церемонії              | Категорія                     | Номінант(и)                 | Результат                   | Дж                          |
| --------------------------------------------- | --------------------------- | ----------------------------- | --------------------------- | --------------------------- | --------------------------- |
| Каннський кінофестиваль                       | 2016                        | Золота камера                 | Найманець                   | Номінація                   |                             |
| Каннський кінофестиваль                       | 2016                        | Нагорода Europa Cinemas Label | Найманець                   | Перемога                    |                             |
| Кінофестиваль франкомовних фільмів в Ангулемі | 2016                        | Приз Валуа за постановку      | Найманець                   | Перемога                    | [ 4 ]                       |
| Премія «Люм'єр»                               | 30 січня 2016               | Найкращий дебютний фільм      | Найманець                   | Номінація                   |                             |
| Премія «Люм'єр»                               | 30 січня 2016               | Найкращий молодий актор       | Токі Піліоко                | Номінація                   |                             |